# Leonhard Blum

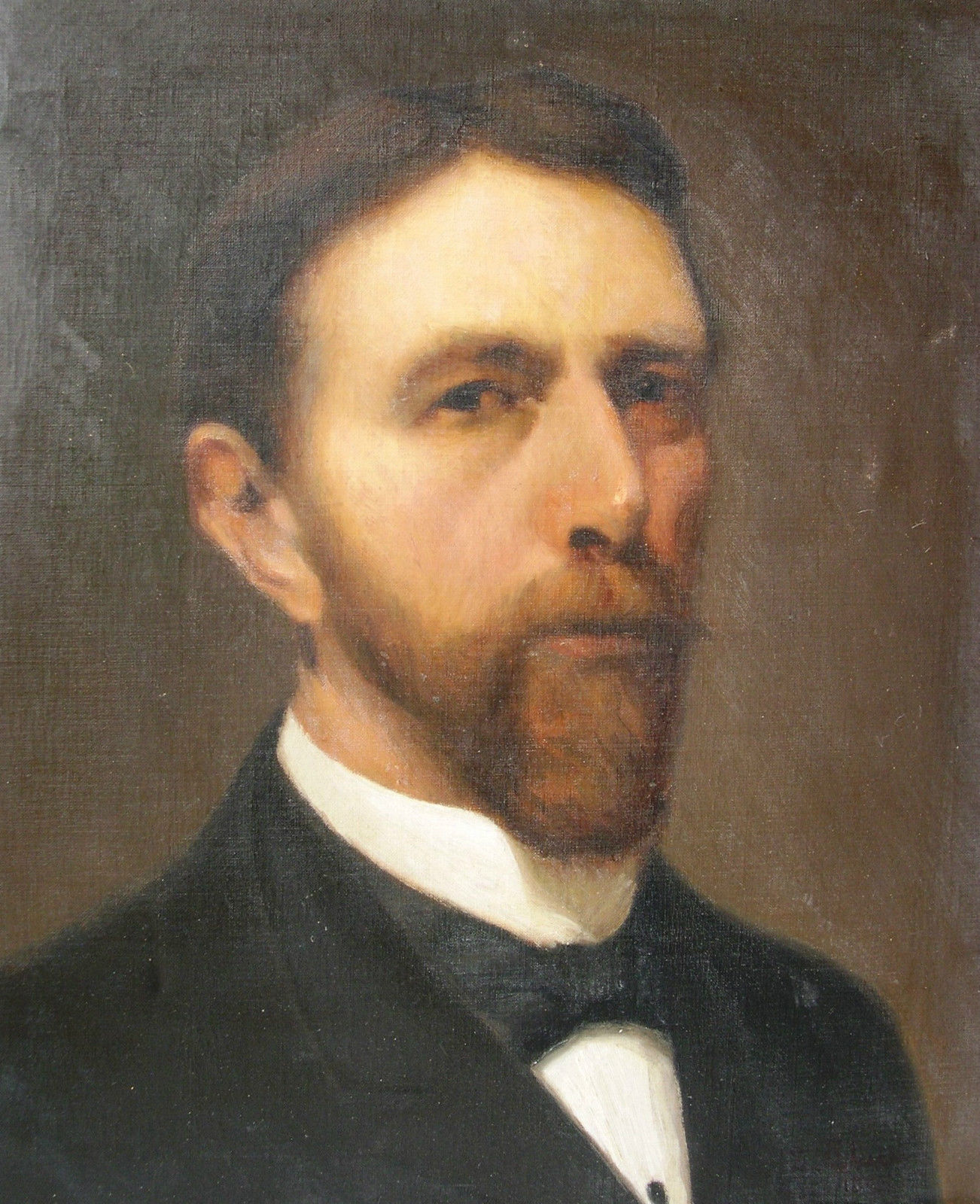
Leonhard Blum – Selbstporträt aus dem Jahr 1893

Leonhard Blum (* 7. März 1857 in Gunzenhausen; † 12. August 1933 auf Schloss Neuburg am Inn) war ein deutscher Maler und Architekt.

## Leben und Werk
Leonhard Blum war das sechste Kind des Steinhauers Conrad Blum und dessen Ehefrau Margarethe, geborene Funk. Über Kindheit, Jugend und Ausbildungszeit von Blum ist kaum etwas bekannt.
Leonhard Blum wurde zunächst Architekt und arbeitete in diesem Beruf bis zu seinem 33. Lebensjahr. Er selbst schreibt hierzu: „Mein Vorsatz, Maler zu werden, sollte sich zunächst nicht erfüllen, da ich dem Willen meines Vaters gemäß, der Architekt war, seinen Beruf ergriff. Bald nach seinem Tode jedoch drängte es mich, meiner angeborenen Hinneigung zu folgen, mich als Maler auszubilden“. Hierzu war Blum ab 1889 in München ansässig und besuchte dort die private Malschule von Simon Hollósy. Es folgten verschiedene Studienreisen.
Nach seiner künstlerischen Ausbildung war Blum vornehmlich als Portraitmaler tätig. Sein Atelier befand sich in der Gabelsbergerstraße 77a. Ab 1902 nahm er beinahe alljährlich an den Ausstellungen im Münchner Glaspalast teil. 1911 wurde Blum zum Vorsitzenden des Künstler-Unterstützungsvereins gewählt. Dieses Amt hatte er bis zu seinem Tod inne.
1922 wurde Blum zudem zum Leiter des auf Schloss Neuburg am Inn vom Künstler-Unterstützungsverein eingerichteten Künstlererholungsheims. Als Leiter und Gastgeber erwarb er sich dabei einen guten Namen. Fritz Hellwag schildert seine Eindrücke seines Aufenthalts wie folgt: „Zum Schluß noch ein Wort des Dankes aus dem Herzen vieler und aller, die in der Burg gewohnt haben und in ungebrochener Freiheit sich dennoch so freundlich und häuslich versorgt gefühlt haben, dem verehrten Professor Blum und seiner Gattin, denen es offensichtlich Freude macht, Behaglichkeit und Lebenslust um sich zu verbreiten, all das Schöne, das die Burg birgt, zur Geltung zu bringen, zu zeigen und auf Wunsch zu erklären; und gelegentlich auch bis zur späten Stunde auszuharren, wenn die Jugend in lauer Sommernacht das Tanzbein schwingt“.